# Corrida Internacional de São Silvestre de 1970
A Corrida Internacional de São Silvestre de 1970 foi a 46ª edição da prova de rua, realizada no dia 31 de dezembro de 1970, no centro da cidade de São Paulo, a largada aconteceu as 23h50m, a prova foi de organização da Cásper Líbero e A Gazeta Esportiva.
O vencedor foi o estadunidense Frank Shorter, com o tempo de 24m27.

## Percurso
Largada: Largada: Av. Paulista 900 - Edifício Cásper Líbero - Descida pela Brig. L. Antônio. Chegada: Av. Paulista 900 - Edifício Cásper Líbero - Subida pela Rua da Consolação, com 8.900 metros.

## Resultados

#### Masculino
- 1º Frank Shorter (Estados Unidos) - 24m27s

### Participações
- Participantes: 276 atletas
- Chegada: 256 atletas.[3]

## Ligações Externas
- Sítio Oficial (em português)